# Комаї
42°32′ пн. ш. 18°18′ сх. д. / 42.53° пн. ш. 18.30° сх. д.
Комаї (хорв. Komaji) — населений пункт у Хорватії, у Дубровницько-Неретванській жупанії у складі громади Конавле.

## Населення
Населення за даними перепису 2011 року становило 275 осіб.
Динаміка чисельності населення поселення: